# Корнінг (Вісконсин)
Корнінг (англ. Corning) — місто (англ. town) в США, в окрузі Лінкольн штату Вісконсин. Населення — 825 осіб (2020).

## Демографія
Згідно з переписом 2010 року, у місті мешкали 883 особи в 330 домогосподарствах у складі 262 родин. Було 511 помешкання
Расовий склад населення:
| - 98,4 % — білих - 0,6 % — азіатів - 0,2 % — вихідців з тихоокеанських островів - 0,1 % — корінних американців |

До двох чи більше рас належало 0,6 %. Частка іспаномовних становила 0,6 % від усіх жителів.
За віковим діапазоном населення розподілялося таким чином: 25,6 % — особи молодші 18 років, 60,8 % — особи у віці 18—64 років, 13,6 % — особи у віці 65 років та старші. Медіана віку мешканця становила 40,3 року. На 100 осіб жіночої статі у місті припадало 110,2 чоловіків;  на 100 жінок у віці від 18 років та старших — 109,2 чоловіків також старших 18 років.
Середній дохід на одне домашнє господарство  становив 71 386 доларів США (медіана — 61 719), а середній дохід на одну сім'ю — 83 560 доларів (медіана — 72 708). Медіана доходів становила 46 458 доларів для чоловіків та 33 125 доларів для жінок. За межею бідності перебувало 5,5 % осіб, у тому числі 7,8 % дітей у віці до 18 років та 6,0 % осіб у віці 65 років та старших.
Цивільне працевлаштоване населення становило 329 осіб. Основні галузі зайнятості: виробництво — 33,4 %, освіта, охорона здоров'я та соціальна допомога — 16,1 %, будівництво — 11,6 %.